# Ambulyx wilemani
Ambulyx wilemani är en fjärilsart som beskrevs av Rothschild och Jordan 1916. Ambulyx wilemani ingår i släktet Ambulyx och familjen svärmare. Inga underarter finns listade i Catalogue of Life.